# Ciceu-Mihăiești
Ciceu-Mihăiești é uma comuna romena localizada no distrito de Bistrița-Năsăud, na região histórica da Transilvânia. A comuna possui uma área de 227.95 km² e sua população era de 1392 habitantes segundo o censo de 2007.